# Coles
Coles – gmina w Hiszpanii, w prowincji Ourense, w Galicji, o powierzchni 38,11 km². W 2011 roku gmina liczyła 3216 mieszkańców.